# Assemblée nationale constituante tunisienne de 2011
Pour les articles homonymes, voir ANC.
2e
XIIe CdD Ire ARP
Palais du Bardo
L'Assemblée nationale constituante tunisienne de 2011 ou ANC (arabe : المجلس الوطني التأسيسي التونسي) est une assemblée constituante de 217 membres élue le 23 octobre 2011 par les électeurs tunisiens, à l'occasion de la première élection libre organisée depuis l'indépendance du pays en 1956 et du premier scrutin organisé depuis le début du Printemps arabe. Elle fait aussi office de parlement monocaméral.
Elle rédige la nouvelle Constitution de la Tunisie. Elle a également la tâche de désigner un gouvernement transitoire.

## Contexte
La Tunisie avait déjà élu une assemblée constituante le 25 mars 1956, quelques jours après la proclamation de l'indépendance ; cette assemblée a aboli le régime monarchique et proclamé la République le 25 juillet 1957, avant d'adopter la Constitution promulguée le 1er juin 1959.
La convocation de cette nouvelle assemblée fait suite à la chute du régime du président Zine el-Abidine Ben Ali lors de la révolution tunisienne.

## Élection
L'élection de l'Assemblée constituante, connue pour être la première élection démocratique en Tunisie, s'est déroulée lors d'un scrutin proportionnel à un tour, organisé du 20 au 23 octobre 2011, dans le but d'élire ses 217 membres. Au terme du dépôt des listes, 11 686 candidats sont enregistrés sur 1 517 listes dont 828 listes partisanes, 655 listes indépendantes et 34 de coalitions.
La campagne électorale est ouverte le 1er octobre et close le 21 octobre. Bien que la révolution ait été largement liée à des problématiques économiques, le principal thème de campagne est le rôle de la laïcité et de l'islam dans la vie publique. Après la chute du régime de Zine el-Abidine Ben Ali, les restrictions liées au port du hidjab sont levées. Dans ce contexte, beaucoup de partis laïcs sont formés après la dissolution du parti de Ben Ali.
Au terme de cette élection, le parti Ennahdha obtient la majorité relative des sièges. À la suite de l'adoption de la loi constituante de 2011, le secrétaire général d'Ennahdha, Hamadi Jebali, est nommé Premier ministre et forme un gouvernement de coalition avec le Congrès pour la République et Ettakatol.
Gouvernement de coalition tunisien désigné au début du mandat de l'Assemblée constituante (2011)
| Chef du gouvernementHamadi Jebali | Chef du gouvernementHamadi Jebali | Chef du gouvernementHamadi Jebali | Chef du gouvernementHamadi Jebali | Chef du gouvernementHamadi Jebali | Chef du gouvernementHamadi Jebali |  |  | Président de la RépubliqueMoncef Marzouki | Président de la RépubliqueMoncef Marzouki | Président de la RépubliqueMoncef Marzouki | Président de la RépubliqueMoncef Marzouki | Président de la RépubliqueMoncef Marzouki | Président de la RépubliqueMoncef Marzouki |  |  | Président de l'Assemblée constituanteMustapha Ben Jaafar | Président de l'Assemblée constituanteMustapha Ben Jaafar | Président de l'Assemblée constituanteMustapha Ben Jaafar | Président de l'Assemblée constituanteMustapha Ben Jaafar | Président de l'Assemblée constituanteMustapha Ben Jaafar | Président de l'Assemblée constituanteMustapha Ben Jaafar |  |  |  |  |  |  |  |  |  |  |  |  |  |  |  |  |
| Chef du gouvernementHamadi Jebali | Chef du gouvernementHamadi Jebali | Chef du gouvernementHamadi Jebali | Chef du gouvernementHamadi Jebali | Chef du gouvernementHamadi Jebali | Chef du gouvernementHamadi Jebali |  |  | Président de la RépubliqueMoncef Marzouki | Président de la RépubliqueMoncef Marzouki | Président de la RépubliqueMoncef Marzouki | Président de la RépubliqueMoncef Marzouki | Président de la RépubliqueMoncef Marzouki | Président de la RépubliqueMoncef Marzouki |  |  | Président de l'Assemblée constituanteMustapha Ben Jaafar | Président de l'Assemblée constituanteMustapha Ben Jaafar | Président de l'Assemblée constituanteMustapha Ben Jaafar | Président de l'Assemblée constituanteMustapha Ben Jaafar | Président de l'Assemblée constituanteMustapha Ben Jaafar | Président de l'Assemblée constituanteMustapha Ben Jaafar |  |  |  |  |  |  |  |  |  |  |  |  |  |  |  |  |
| Ennahdha                          | Ennahdha                          | Ennahdha                          | Ennahdha                          | Ennahdha                          | Ennahdha                          |  |  | Congrès pourla République                 | Congrès pourla République                 | Congrès pourla République                 | Congrès pourla République                 | Congrès pourla République                 | Congrès pourla République                 |  |  | Ettakatol                                                | Ettakatol                                                | Ettakatol                                                | Ettakatol                                                | Ettakatol                                                | Ettakatol                                                |  |  |  |  |  |  |  |  |  |  |  |  |  |  |  |  |
| Ennahdha                          | Ennahdha                          | Ennahdha                          | Ennahdha                          | Ennahdha                          | Ennahdha                          |  |  | Congrès pourla République                 | Congrès pourla République                 | Congrès pourla République                 | Congrès pourla République                 | Congrès pourla République                 | Congrès pourla République                 |  |  | Ettakatol                                                | Ettakatol                                                | Ettakatol                                                | Ettakatol                                                | Ettakatol                                                | Ettakatol                                                |  |  |  |  |  |  |  |  |  |  |  |  |  |  |  |  |

## Composition
Malgré la parité respectée par toutes les listes candidates, la très grande majorité des têtes de liste était des hommes, avec pour résultat que seules 49 des 217 sièges reviennent à des femmes, soit 24 %, dont 42 membres d'Ennahdha compte tenu du fait que ce parti, contrairement aux autres, a obtenu des élus dans la plupart des circonscriptions.
D'autres femmes rejoignent l'assemblée au cours de son mandat, en remplaçant notamment Moncef Marzouki après son élection à la présidence de la République, Moncef Ben Salem, Mohamed Abbou, Mohamed Habib Marzouki, Saïd Mechichi, Hédi Ben Abbès et Ahmed Khaskhoussi qui ont démissionné de l'assemblée, alors que Firdaous Oueslati démissionne pour raisons de santé. En avril 2014, l'assemblée compte 67 femmes, soit près de 31 % des membres.
La répartition des sièges connaît des bouleversements continus en raison de la mobilité fréquente des constituants entre les partis. À quelques jours des élections de la nouvelle Assemblée des représentants du peuple, d'autres changements ont lieu, la situation se présentant dès lors comme suit :
| Parti ou autre formation                                | Membres actuels | Membres au départ | Mouvements |
| ------------------------------------------------------- | --------------- | ----------------- | --- |
| Ennahdha                                                | 85              | 89                | Ralliement provisoire d'un membre du Mouvement des démocrates socialistes (MDS) et d'un membre du Congrès pour la République ; l'élu du MDS ainsi que deux élus d'Ennahdha (Khaled Belhaj et Farah Ncibi) rejoignent le nouveau parti fondé par Riadh Chaïbi, le Parti de la construction nationale, suivi par Nafti Mahdhi. Enfin, Fatouma Attia rejoint Afek Tounes, préférant hypothéquer ses chances d'être élue au sein d'Ennahdha qu'elle critique ouvertement.                                                                           |
| Indépendants                                            | 16              | 8                 | Des huit élus indépendants, seuls Fayçal Jadlaoui et Mohamed Néjib Hosni ont gardé ce statut ; leur camp s'est renforcé par l'arrivée de cinq membres du Congrès pour la République, d'un membre d'Ettakatol, de quatre membres de la Pétition populaire, de deux membres d'Al Joumhouri (Parti républicain), d'un membre de l'Initiative nationale destourienne (Al Moubadara), d'un membre d'Afek Tounes et d'un membre du Mouvement des démocrates socialistes.                                                                              |
| Congrès pour la République                              | 12              | 29                | Dissidence de 17 membres : trois vers le Courant démocrate, cinq vers le Mouvement Wafa, deux vers Ettakatol, un vers Nidaa Tounes, un vers le Parti de l'envol vers l'avenir (Al Iklaâ) et cinq devenus indépendants. |
| Ettakatol                                               | 12              | 20                | Dissidence de dix membres : cinq vers la Voie démocratique et sociale (Al Massar), deux vers Nidaa Tounes, un vers l'Alliance démocratique), un vers le Parti de la troisième voie et un devenu indépendant ; incorporation de deux membres du Congrès pour la République, dont Larbi Ben Salah Abid qui est passé par le Mouvement Wafa après le Congrès pour la République. |
| Alliance démocratique                                   | 11              | Non constitué     | Formé au début par huit dissidents du Parti démocrate progressiste et rejoint par la suite par Abdelkader Ben Khemis d'Al Joumhouri ; il enregistre la défection de Mohamed Neji Gharsalli devenu indépendant et d'Abdelkader Ben Khemis qui opte pour la Voie démocratique et sociale ; il est renforcé ensuite, notamment par l'adhésion de Jamel Gargouri et Chokri Yaïche qui ont quitté Nidaa Tounes ; ce dernier se retire après la désignation des têtes de listes pour les législatives.                                                |
| Pôle démocratique moderniste                            | 10              | 5                 | Ralliement de quatre membres d'Ettakatol et d'un membre de l'Alliance démocratique. Devient la Voie démocratique et sociale (Al Massar). |
| Pétition populaire                                      | 7               | 26                | Dissidence de 19 membres (deux vers Nidaa Tounes, un vers Mouvement Wafa, douze vers d'autres partis et quatre sans parti) Devient le Courant de l'amour. |
| Al Joumhouri (Parti républicain)                        | 7               | Non constitué     | Formé par huit membres de l'ancien Parti démocrate progressiste, trois de l'ancien Afek Tounes et un indépendant ; dissidence de cinq membres,. |
| Mouvement Wafa                                          | 7               | Non constitué     | Formé par douze dissidents du Congrès pour la République ; dissidence de cinq membres (dont un vers Nidaa Tounes et deux sans parti). |
| Parti de la voix du peuple tunisien                     | 6               | Non constitué     | Renforcé par l'adhésion de Ibrahim Hamdi, Abdessatar Dhifi, Romdhane Doghmani, Jalel Farhat et Hassen Radhouani, tous ayant changé de parti à plusieurs reprises, et par Wissam Yassine. |
| Al Amen                                                 | 5               | Non représenté    | Bénéficie de l'adhésion de trois membres de la Pétition populaire (Moez Kammoun, Anouar Marzouki et Saâd Bouaïche) et du renfort de Mohamed Salah Chairet et Abderrazek Khallouli, qui avaient rejoint à un moment donné le Mouvement du Tunisien pour la liberté et la dignité. |
| Nidaa Tounes                                            | 5               | Non constitué     | Formé par six dissidents (quatre d'Ettakatol, un du Congrès pour la République et un de la Pétition populaire) ; six autres l'ont rejoint mais sept en ont démissionné par la suite, notamment Ibrahim Kassas, Mouldi Zidi, Jamel Gargouri, Dhamir Mannaï, Chokri Yaïche et Mohamed Ali Nasri, réduisant le groupe à cinq membres : Khemaïs Ksila, Rabiâa Najlaoui, Abdelaziz Kotti, Fatma Gharbi et Abdelmonem Krir. |
| Parti du mouvement de la République                     | 4               | Non constitué     | Formé d'une douzaine de membres issus de la Pétition populaire et dont plusieurs sont passés par l'Union patriotique libre et le Parti de l'ouverture et de la fidélité, ils ont demandé à Larbi Nasra d'être leur candidat à la présidentielle, mais certains d'entre eux ont rapidement quitté le parti ; Nasra a fondé un autre parti, le Parti de la voix du peuple tunisien, et les quatre membres restants se sont tournés vers l'homme d'affaires, Samir Abdelli, et lui ont permis de se porter candidat aux élections présidentielles. |
| Afek Tounes                                             | 4               | 4                 | A fusionné avec d'autres partis pour constituer Al Joumhouri avant d'être reconstitué avec trois membres puis renforcé par Fatouma Attia (anciennement Ennahdha). |
| Parti de la construction nationale                      | 4               | Non constitué     | Créé par des dissidents d'Ennahdha, il est représenté par trois élus de ce mouvement et de Nizar Kacem, élu sur la liste du Parti démocrate-social de la nation. |
| Initiative nationale destourienne                       | 3               | 5                 | Monia Ben Nasr est exclue pour avoir assisté à des délibérations lors du boycottage de la constituante par le parti ; Fadhel Elouj quitte le parti pour rejoindre le Mouvement destourien. |
| Parti communiste des ouvriers de Tunisie                | 3               | 3                 | Devient le Parti des travailleurs. |
| Courant démocrate                                       | 3               | Non constitué     | Créé par Mohamed Abbou, il est représenté par Samia Abbou, Nizar Makhloufi et Lazhar Chamli. |
| Mouvement du peuple/Courant populaire                   | 2               | 2                 | Mourad Amdouni rejoint par la suite le Courant populaire et Fadhel Saghraoui remplace Mohamed Brahmi. |
| Union patriotique libre                                 | 2               | 1                 | Bénéficie de l'adhésion de cinq membres de la Pétition populaire qui la quittent quelques mois plus tard, à l'exception de Hanène Sassi. |
| Parti unifié des patriotes démocrates                   | 1               | 1                 | - |
| Parti républicain maghrébin                             | 1               | 1                 | - |
| Mouvement du Tunisien pour la liberté et la dignité     | 1               | Non constitué     | Il ne compte plus qu'un seul membre, Mohamed Tahar Ilah, après avoir attiré d'autres membres lors de sa constitution. |
| Parti de la troisième voie                              | 1               | Non constitué     | Créé par Salah Chouaïb et Mohamed Allouch, dissidents d'Ettakatol ; ce dernier décède et sa remplaçante préfère rejoindre la Voie démocratique et sociale (Al Massar). |
| Parti populaire progressiste                            | 1               | Non constitué     | Créé par Hicham Hosni après sa sanction par son ancien parti. |
| Mouvement destourien                                    | 1               | Non constitué     | Parti d'Hamed Karoui, il intègre la constituante par le biais de Fadhel Elouj qui a quitté l'Initiative nationale destourienne (Al Moubadara). |
| Al Rafah                                                | 1               | Non constitué     | Il est rejoint par Mohamed Lotfi Ben Mesbah, membre du Parti de l'équité et de l'égalité. |
| Front national tunisien                                 | 1               | Non constitué     | Prolongement des listes indépendantes portant ce nom et dont Foued Thameur est le représentant. |
| Parti de l'envol vers l'avenir (Al Iklaâ)               | 1               | Non constitué     | Créé par Tahar Hmila après son exclusion du Congrès pour la République. |
| Parti démocrate progressiste                            | -               | 16                | A fusionné avec d'autres partis pour constituer Al Joumhouri avec sept membres seulement. |
| Mouvement des démocrates socialistes (clan Khaskhoussi) | -               | 2                 | Kamel Saâdaoui quitte le clan Khaskhoussi pour rejoindre le clan Mohsni-Khalfallah avant de rallier Ennahdha puis de la quitter ; Manel Kadri, qui remplace Ahmed Khaskhoussi (démissionnaire), rejoint la Voie démocratique et sociale. |
| Parti de la nation culturel et unioniste                | -               | 1                 | Ibrahim Hamdi, représentant de ce parti, a rejoint d'autres partis. |
| Parti de la lutte progressiste                          | -               | 1                 | Hicham Hosni démissionne à la suite de la décision de son parti de geler ses activités. |
| Parti démocrate-social de la nation                     | -               | 1                 | Nizar Kacem, représentant de ce parti, en a démissionné. |
| Parti du Néo-Destour                                    | -               | 1                 | Abderrazek Khallouli, représentant de ce parti, a rejoint le Mouvement du Tunisien pour la liberté et la dignité puis Al Amen. |
| Parti de l'équité et de l'égalité                       | -               | 1                 | Mohamed Lotfi Ben Mesbah, représentant de ce parti, a rejoint Al Rafah. |
| Total                                                   | 217             | 217               | - |

## Attributions
Les attributions de l'Assemblée constituante sont fixés par la loi sur l'organisation provisoire des pouvoirs publics :
- représenter le pouvoir législatif ;
- élire le président de l'Assemblée et le président de la République ;
- contrôler les actions du gouvernement ;
- rédiger la Constitution.

## Président
Les articles 24, 25, 26 et 27 du règlement intérieur de l'assemblée fixent les attributions du président, poste occupé par Mustapha Ben Jaafar du 22 novembre 2011 au 2 décembre 2014. Celui-ci, représentant de l'Assemblée, doit :
- veiller à l'application du règlement intérieur, des décisions prises lors des séances plénières et des décisions du bureau ;
- présider les réunions du bureau de l'assemblée ;
- présider les séances plénières ;
- présider les réunions de la commission chargée de rédiger la Constitution.

En cas d'empêchement ou de vacance de la présidence de l'Assemblée, le premier vice-président le remplace et, en cas d'empêchement de celui-ci, c'est le deuxième vice-président qui le remplace. L'Assemblée constituante peut révoquer son président après l'accord de la majorité absolue de ses membres. En cas de destitution du président, le premier-vice président assure l'intérim jusqu'à l'élection d'un nouveau président dans un délai d'une semaine.
En cas de vacance de la présidence de la République, c'est le président de l'Assemblée constituante qui devient président par intérim jusqu'à l'élection d'un nouveau président de la République. Durant cette période, c'est le premier vice-président qui devient président de l'Assemblée constituante par intérim.

## Travaux

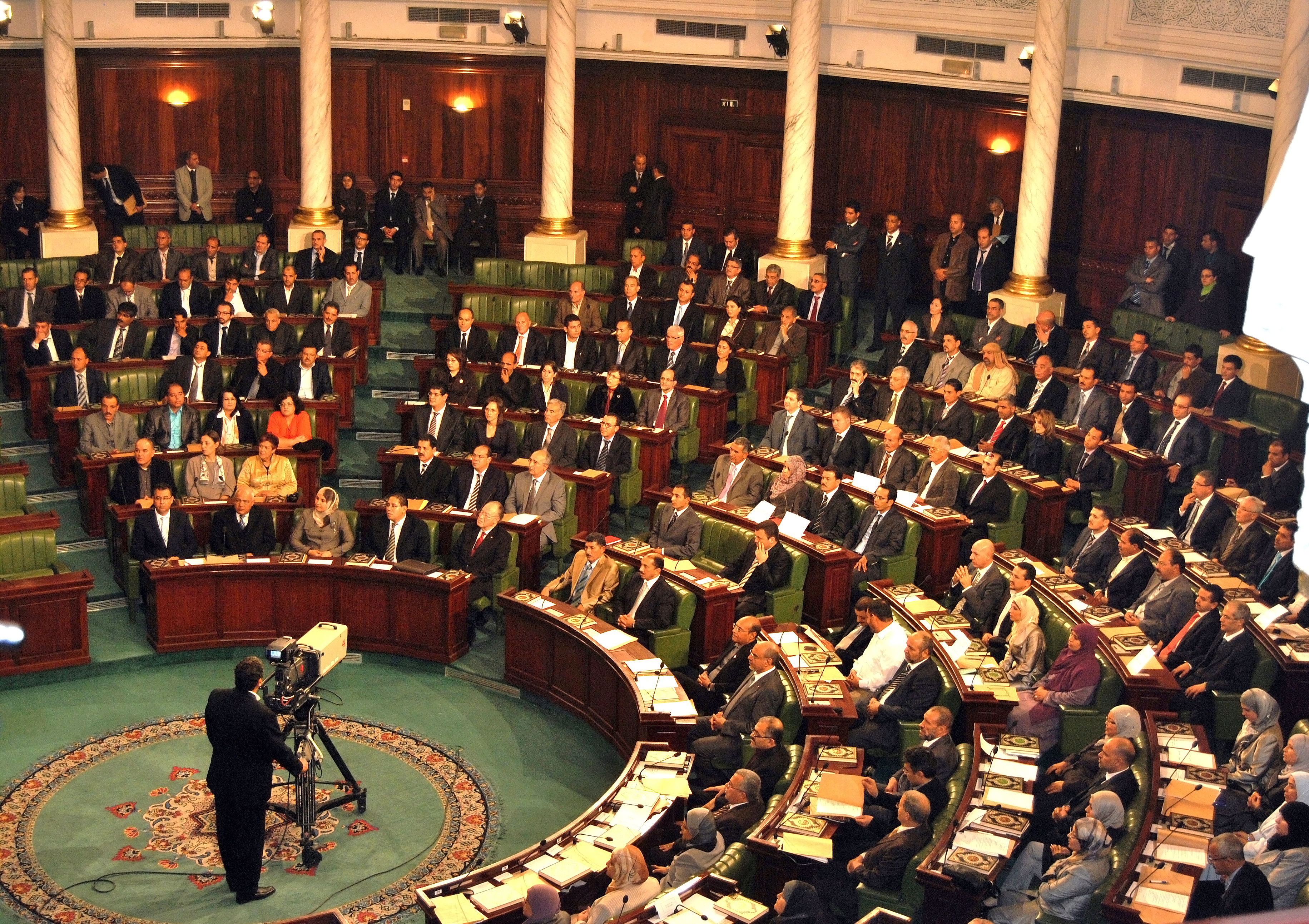
Première séance de l'Assemblée le 22 novembre 2011.

La première séance de l'Assemblée constituante a lieu comme prévu le 22 novembre 2011 au palais du Bardo, l'ancien siège de la Chambre des députés. La date en a été fixée le 12 novembre 2011 par le gouvernement et le président de la République par intérim Fouad Mebazaa.

### Élection du bureau
Lors de cette séance, les constituants prêtent serment et élisent le président de l'assemblée. Ettakatol, le Congrès pour la République et Ennahdha ont conclu un accord pour présenter Mustapha Ben Jaafar et former une troïka. Quant à l'opposition, c'est Maya Jribi qui est présentée par le Parti démocrate progressiste et soutenue par le Pôle démocratique moderniste.
| Candidat               | Candidat               | Soutiens                     | Voix | %     |
| ---------------------- | ---------------------- | ---------------------------- | ---- | ----- |
|                        | Mustapha Ben Jaafar    | Ettakatol                    | 145  | 68,08 |
|                        | Maya Jribi             | Parti démocrate progressiste | 68   | 31,92 |
|                        |                        |                              |      |       |
| Exprimés               | Exprimés               | Exprimés                     | 213  | 99,07 |
| Blancs et nuls         | Blancs et nuls         | Blancs et nuls               | 2    | 0,93  |
| Total des votants      | Total des votants      | Total des votants            | 215  | 100,0 |
| Inscrits/Participation | Inscrits/Participation | Inscrits/Participation       | 217  | 99,08 |

Après cette élection, le président prête serment et prononce un discours dans lequel il met en évidence la mission dévolue à l'Assemblée, plaidant en faveur de l'édification d'une IIe République consacrant la justice sociale et protégeant les libertés publiques et individuelles ; il affirme aussi que le mandat de l'Assemblée ne devrait pas dépasser un an.
Meherzia Labidi Maïza (Ennahdha) et Larbi Ben Salah Abid (CPR) sont ensuite élus première et deuxième vice-présidents.

### Loi sur l'organisation provisoire des pouvoirs publics
Après cinq jours de débats, marqués notamment par la question du rôle du président de la République, l'Assemblée constituante adopte le 10 décembre un projet de loi en 26 articles organisant provisoirement les pouvoirs publics par 141 voix contre 37,.

### Élection présidentielle
L'élection du nouveau président de la République tunisienne a lieu le 12 décembre 2011. Dix candidats sont présentés : Moncef Marzouki, Mohamed Mejdoub, Mouaia Belhadj, Fredj Selmi, Ahmed Ben Nefissa, Wahid Dhieb, Sadok Ferchichi, Mohamed Gueddour, Mohamed Oussaïf et Abdelfattah Gargouri. Huit candidats ne rassemblant pas les quinze signatures nécessaires, un autre ne remplissant pas l'âge requis, un seul remplit les conditions nécessaires à la candidature.
Marzouki est donc élu avec 153 voix, trois contre, deux abstentions et 44 votes blancs, succédant ainsi à Fouad Mebazaa ; il prend ses fonctions le lendemain.
| Candidat               | Candidat               | Parti                  | Voix | %     |
| ---------------------- | ---------------------- | ---------------------- | ---- | ----- |
|                        | Moncef Marzouki        | CPR                    | 153  | 75,74 |
|                        |                        |                        |      |       |
| Exprimés               | Exprimés               | Exprimés               | 156  | 77,22 |
| Blancs et nuls         | Blancs et nuls         | Blancs et nuls         | 46   | 22,78 |
| Total des votants      | Total des votants      | Total des votants      | 202  | 100   |
| Inscrits/Participation | Inscrits/Participation | Inscrits/Participation | 217  | 93,08 |

### Rédaction de la Constitution
Conformément à l'article 3 de la loi constituante de 2011, la principale responsabilité de l'Assemblée constituante consiste à rédiger une nouvelle Constitution. Chaque article du projet de Constitution doit être adopté séparément à la majorité absolue des membres. La version définitive doit ensuite être adoptée intégralement avec l'appui des deux tiers des députés de l'Assemblée constituante.

## Groupes et commissions

### Groupes
Le 1er février 2012, les groupes parlementaires suivants sont constitués sur la base de l'article 19 du règlement intérieur. À l'issue de l'annonce de la formation des groupes, une réunion des présidents de groupes se tient pour répartir les responsabilités au niveau des adjoints du président de l’Assemblée. Le résultat du vote donne la liste qui suit :
- Samira Merai (Afek Tounes), vice-présidente chargée de la législation, des relations avec le gouvernement et la présidence de la République ;
- Badreddine Abdelkefi (Ennahdha), vice-président chargé des relations avec le citoyen, avec la société civile et les Tunisiens résidents à l’étranger ;
- Fathi Ayadi (Ennahdha), vice-président chargé des relations extérieures ;
- Karima Souid (Ettakatol), vice-présidente chargée de l’information ;
- Hela Hammi (Ennahdha), Dhamir Mannaï (CPR) et Hatem Ben Abdallah Kelaï (Pétition populaire), vice-présidents chargés de la gestion générale et du contrôle de l’exécution du budget.

Cependant, en raison des mouvements continus de scissions et de changement de partis, cette répartition est modifiée pour la plupart des groupes ; les groupes de la Pétition populaire et Liberté et démocratie sont dissous après la démission de plusieurs de leurs membres. En août 2014, la répartition se présente comme suit, sachant que 53 membres ne font pas partie de groupes parlementaires :
| Groupe                     | Membres actuels | Membres au départ | Mouvements  | Partis | Président du groupe          |
| -------------------------- | --------------- | ----------------- | ----------- | --- | ---------------------------- |
| Ennahdha                   | 89              | 89                | -           | Ennahdha (88) Autres (1) | Sahbi Atigue                 |
| Groupe démocratique        | 18              | 30                |             | Al Joumhouri (1) Voie démocratique et sociale (9) Afek Tounes (2) Ettakatol (1) Mouvement des patriotes démocrates (1) Parti républicain maghrébin (1) Parti de l'équité et de l'égalité (1) Front national tunisien (1) Autres (1) | Salma Baccar                 |
| Transition démocratique    | 13              | -                 | -           | Parti du mouvement de la République (4) Al Amen (3) Union patriotique libre (2) Mouvement du Tunisien pour la liberté et la dignité (2) Autres (2)                                                                                  |                              |
| Congrès pour la République | 16              | 29                | -           | Congrès pour la République (11) Autres (5) | Haythem Belgacem             |
| Ettakatol                  | 13              | 22                | -           | Ettakatol (10) Nidaa Tounes (1) Autres (2) | Mouldi Riahi                 |
| Alliance démocratique      | 12              | -                 | -           | Alliance démocratique (10) Autres (2) | Mohamed Hamdi                |
| Mouvement Wafa             | 9               | 12                | -           | Mouvement Wafa (6) Autres (3) | Abderraouf Ayadi             |
| Pétition populaire         | -               | 26                | Dissolution | Pétition populaire | Mohamed Ben Youssef El Hamdi |
| Liberté et démocratie      | -               | 13                | Dissolution | Union patriotique libre (6) Dissidents de la Pétition populaire (7) | Abdelmonem Krir              |
| Liberté et dignité         | -               | 12                | Dissolution | - |                              |
| Indépendants libres        | -               | 10                | Dissolution | Dissidents de la Pétition populaire (9) Autres (1) | Salah Chouaïb                |

Nidaa Tounes compte six constituants (un dissidents de la Pétition, un du CPR et quatre d'Ettakatol) ; Khemaïs Ksila a tenté de recruter d'autres membres, notamment au sein du groupe démocratique.
Par ailleurs, le Parti pour l'ouverture et de la fidélité de Bahri Jelassi annonce dans un premier temps avoir obtenu l'adhésion de huit anciens membres de la Pétition populaire, dont Tarek Bouaziz et Moncef Cherni qui avaient pourtant rejoint les rangs de l'Union patriotique libre six mois auparavant ; il promet en septembre 2012 la création de son propre groupe parlementaire mais les positions rétrogrades de son représentant font échouer ce projet et les huit membres présumés ainsi qu'un autre membre démissionnaire de la Pétition populaire se joignent à Salah Chouaïb pour constituer un nouveau groupe, les Indépendants libres.

### Commissions
| Responsabilité                                          | Membres    | Président           | Rapporteur       |
| ------------------------------------------------------- | ---------- | ------------------- | ---------------- |
| Rédaction du règlement intérieur                        | 22 membres | Amer Larayedh       | Omar Chetioui    |
| Rédaction de la loi d'organisation des pouvoirs publics | 22 membres | Saïd Mechichi       | Abderraouf Ayadi |
| Rédaction de la nouvelle Constitution                   |            | Mustapha Ben Jaafar | Habib Khedher    |

Le 1er février 2012, Habib Khedher est élu comme rapporteur général de la commission chargée de la rédaction de la Constitution ; il faisait face à la candidature de Fadhel Moussa.
| Candidat               | Candidat               | Parti                        | Voix | %     |
| ---------------------- | ---------------------- | ---------------------------- | ---- | ----- |
|                        | Habib Khedher          | Ennahdha                     | 114  | 58,16 |
|                        | Fadhel Moussa          | Pôle démocratique moderniste | 83   | 41,84 |
|                        |                        |                              |      |       |
| Exprimés               | Exprimés               | Exprimés                     | 196  | 99,49 |
| Blancs et nuls         | Blancs et nuls         | Blancs et nuls               | 1    | 0,51  |
| Total                  | Total                  | Total                        | 197  | 100   |
| Inscrits/Participation | Inscrits/Participation | Inscrits/Participation       | 217  | 90,78 |